# Saison 2000-2001 de l'ECHL
Saison précédente Saison suivante
La saison 2000-2001 est la treizième saison de la Ligue de hockey de la Côte-Est au terme de laquelle les Stingrays de la Caroline du Sud remportent la Coupe Kelly en battant en finale les Titans de Trenton.

## Saison régulière
Avant le début de la saison régulière, le Blizzard de Huntington et les Lizard Kings de Jacksonville cessent leurs activités en raison de problèmes financiers. Les Admirals de Hampton Roads pour leur part rejoignent la Ligue américaine de hockey et sont renommés Admirals de Norfolk.
Malgré ces trois pertes, la ligue décide d'augmenter le nombre de parties disputées lors de la saison régulière, faisant passer ceux-ci de 70 à 72.

### Classement

#### Association Nord
| Clt   | Équipe                 | PJ | V  | D  | DF | BP  | BC  | Pts |
| ----- | ---------------------- | -- | -- | -- | -- | --- | --- | --- |
| +001, | Titans de Trenton      | 72 | 50 | 18 | 4  | 236 | 164 | 104 |
| +002, | Express de Roanoke     | 72 | 38 | 30 | 4  | 231 | 195 | 80  |
| +003, | Checkers de Charlotte  | 72 | 34 | 26 | 12 | 247 | 252 | 80  |
| +004, | Renegades de Richmond  | 72 | 35 | 31 | 6  | 223 | 228 | 76  |
| +005, | Generals de Greensboro | 72 | 26 | 39 | 7  | 215 | 277 | 59  |

| Clt   | Équipe              | PJ | V  | D  | DF | BP  | BC  | Pts |
| ----- | ------------------- | -- | -- | -- | -- | --- | --- | --- |
| +001, | Rivermen de Peoria  | 72 | 45 | 17 | 10 | 238 | 182 | 100 |
| +002, | Bombers de Dayton   | 72 | 45 | 21 | 6  | 247 | 194 | 96  |
| +003, | Storm de Toledo     | 72 | 37 | 27 | 8  | 262 | 259 | 82  |
| +004, | Chiefs de Johnstown | 72 | 28 | 36 | 8  | 207 | 238 | 64  |
| +005, | Nailers de Wheeling | 72 | 24 | 40 | 8  | 192 | 277 | 56  |

#### Association Sud
| Clt   | Équipe                          | PJ | V  | D  | DF | BP  | BC  | Pts |
| ----- | ------------------------------- | -- | -- | -- | -- | --- | --- | --- |
| +001, | Stingrays de la Caroline du Sud | 72 | 42 | 23 | 7  | 240 | 210 | 91  |
| +002, | Everblades de la Floride        | 72 | 38 | 26 | 8  | 236 | 242 | 84  |
| +003, | Pride de Pee Dee                | 72 | 38 | 28 | 6  | 242 | 231 | 82  |
| +004, | Lynx d'Augusta                  | 72 | 36 | 29 | 7  | 259 | 253 | 79  |
| +005, | Grrrowl de Greenville           | 72 | 34 | 33 | 5  | 219 | 239 | 73  |
| +006, | Tiger Sharks de Tallahassee     | 72 | 38 | 27 | 7  | 248 | 219 | 68  |

| Clt   | Équipe                       | PJ | V  | D  | DF | BP  | BC  | Pts |
| ----- | ---------------------------- | -- | -- | -- | -- | --- | --- | --- |
| +001, | IceGators de la Louisiane    | 72 | 42 | 24 | 6  | 237 | 209 | 90  |
| +002, | Bandits de Jackson           | 72 | 39 | 24 | 9  | 206 | 209 | 87  |
| +003, | Mysticks de Mobile           | 72 | 38 | 28 | 6  | 240 | 233 | 82  |
| +004, | Brass de la Nouvelle-Orléans | 72 | 35 | 25 | 12 | 247 | 239 | 82  |
| +005, | RiverBlades de l'Arkansas    | 72 | 34 | 24 | 14 | 237 | 232 | 82  |
| +006, | Kingfish de Bâton-Rouge      | 72 | 35 | 26 | 11 | 216 | 225 | 81  |
| +007, | Sea Wolves du Mississippi    | 72 | 34 | 33 | 5  | 221 | 218 | 73  |
| +008, | Bulls de Birmingham          | 72 | 28 | 40 | 4  | 224 | 296 | 60  |
| +009, | Ice Pilots de Pensacola      | 72 | 27 | 40 | 5  | 201 | 250 | 59  |

- En gras : qualifié pour les huitièmes de finale des séries
- En italique : qualifié pour le premier tour des séries

## Séries éliminatoires

### Premier tour
Un premier tour au meilleur des trois matchs est joué pour les équipes de l'association Sud.
- Les RiverBlades de l'Arkansas gagnent leur série contre le Kingfish de Bâton-Rouge 2 parties à 0.
- Le Brass de la Nouvelle-Orléans gagne sa série contre les Lynx d'Augusta 2 parties à 1.

### Séries finales
|  | Huitièmes de finale             | Huitièmes de finale             | Huitièmes de finale             | Huitièmes de finale             |                                 |                                 | Quarts de finale | Quarts de finale | Quarts de finale | Quarts de finale |  |  | Demi-finales | Demi-finales | Demi-finales | Demi-finales |  |  | Finale de la Coupe Kelly | Finale de la Coupe Kelly | Finale de la Coupe Kelly | Finale de la Coupe Kelly |
|  |                                 |                                 |                                 |                                 |                                 |                                 |                  |                  |                  |                  |  |  |              |              |              |              |  |  |                          |                          |                          |                          |
|  |                                 |                                 |                                 |                                 |                                 |                                 |                  |                  |                  |                  |  |  |              |              |              |              |  |  |                          |                          |                          |                          |
|  | Titans de Trenton               | Titans de Trenton               | 3                               | 3                               |                                 |                                 |                  |                  |                  |                  |  |  |              |              |              |              |  |  |                          |                          |                          |                          |
|  | Titans de Trenton               | Titans de Trenton               | 3                               | 3                               |                                 |                                 |                  |                  |                  |                  |  |  |              |              |              |              |  |  |                          |                          |                          |                          |
|  | Chiefs de Johnstown             | Chiefs de Johnstown             | 1                               | 1                               |                                 |                                 |                  |                  |                  |                  |  |  |              |              |              |              |  |  |                          |                          |                          |                          |
|  | Chiefs de Johnstown             | Chiefs de Johnstown             | 1                               | 1                               | Titans de Trenton               | Titans de Trenton               | 3                | 3                |                  |                  |  |  |              |              |              |              |  |  |                          |                          |                          |                          |
|  |                                 |                                 |                                 |                                 | Titans de Trenton               | Titans de Trenton               | 3                | 3                |                  |                  |  |  |              |              |              |              |  |  |                          |                          |                          |                          |
|  |                                 |                                 | Storm de Toledo                 | Storm de Toledo                 | 0                               | 0                               |                  |                  |                  |                  |  |  |              |              |              |              |  |  |                          |                          |                          |                          |
|  | Storm de Toledo                 | Storm de Toledo                 | Storm de Toledo                 | Storm de Toledo                 | 0                               | 0                               | 3                | 3                |                  |                  |  |  |              |              |              |              |  |  |                          |                          |                          |                          |
|  | Storm de Toledo                 | Storm de Toledo                 |                                 |                                 |                                 |                                 |                  | 3                |                  |                  |  |  |              |              |              |              |  |  |                          |                          |                          |                          |
|  | Express de Roanoke              | Express de Roanoke              | 2                               | 2                               |                                 |                                 |                  |                  |                  |                  |  |  |              |              |              |              |  |  |                          |                          |                          |                          |
|  | Express de Roanoke              | Express de Roanoke              | 2                               | 2                               | Titans de Trenton               | Titans de Trenton               | 4                | 4                |                  |                  |  |  |              |              |              |              |  |  |                          |                          |                          |                          |
|  |                                 |                                 |                                 |                                 | Titans de Trenton               | Titans de Trenton               | 4                | 4                |                  |                  |  |  |              |              |              |              |  |  |                          |                          |                          |                          |
|  |                                 |                                 | Rivermen de Peoria              | Rivermen de Peoria              | 3                               | 3                               |                  |                  |                  |                  |  |  |              |              |              |              |  |  |                          |                          |                          |                          |
|  | Bombers de Dayton               | Bombers de Dayton               | Rivermen de Peoria              | Rivermen de Peoria              | 3                               | 3                               | 3                | 3                |                  |                  |  |  |              |              |              |              |  |  |                          |                          |                          |                          |
|  | Bombers de Dayton               | Bombers de Dayton               |                                 |                                 |                                 |                                 |                  | 3                |                  |                  |  |  |              |              |              |              |  |  |                          |                          |                          |                          |
|  | Checkers de Charlotte           | Checkers de Charlotte           | 2                               | 2                               |                                 |                                 |                  |                  |                  |                  |  |  |              |              |              |              |  |  |                          |                          |                          |                          |
|  | Checkers de Charlotte           | Checkers de Charlotte           | 2                               | 2                               | Bombers de Dayton               | Bombers de Dayton               | 0                | 0                |                  |                  |  |  |              |              |              |              |  |  |                          |                          |                          |                          |
|  |                                 |                                 |                                 |                                 | Bombers de Dayton               | Bombers de Dayton               | 0                | 0                |                  |                  |  |  |              |              |              |              |  |  |                          |                          |                          |                          |
|  |                                 |                                 | Rivermen de Peoria              | Rivermen de Peoria              | 3                               | 3                               |                  |                  |                  |                  |  |  |              |              |              |              |  |  |                          |                          |                          |                          |
|  | Rivermen de Peoria              | Rivermen de Peoria              | Rivermen de Peoria              | Rivermen de Peoria              | 3                               | 3                               | 3                | 3                |                  |                  |  |  |              |              |              |              |  |  |                          |                          |                          |                          |
|  | Rivermen de Peoria              | Rivermen de Peoria              |                                 |                                 |                                 |                                 |                  | 3                |                  |                  |  |  |              |              |              |              |  |  |                          |                          |                          |                          |
|  | Renegades de Richmond           | Renegades de Richmond           | 1                               | 1                               |                                 |                                 |                  |                  |                  |                  |  |  |              |              |              |              |  |  |                          |                          |                          |                          |
|  | Renegades de Richmond           | Renegades de Richmond           | 1                               | 1                               | Titans de Trenton               | Titans de Trenton               | 0                | 0                |                  |                  |  |  |              |              |              |              |  |  |                          |                          |                          |                          |
|  |                                 |                                 |                                 |                                 | Titans de Trenton               | Titans de Trenton               | 0                | 0                |                  |                  |  |  |              |              |              |              |  |  |                          |                          |                          |                          |
|  |                                 |                                 | Stingrays de la Caroline du Sud | Stingrays de la Caroline du Sud | 4                               | 4                               |                  |                  |                  |                  |  |  |              |              |              |              |  |  |                          |                          |                          |                          |
|  | Stingrays de la Caroline du Sud | Stingrays de la Caroline du Sud | Stingrays de la Caroline du Sud | Stingrays de la Caroline du Sud | 4                               | 4                               | 3                | 3                |                  |                  |  |  |              |              |              |              |  |  |                          |                          |                          |                          |
|  | Stingrays de la Caroline du Sud | Stingrays de la Caroline du Sud |                                 |                                 |                                 |                                 |                  | 3                |                  |                  |  |  |              |              |              |              |  |  |                          |                          |                          |                          |
|  | RiverBlades de l'Arkansas       | RiverBlades de l'Arkansas       | 1                               | 1                               |                                 |                                 |                  |                  |                  |                  |  |  |              |              |              |              |  |  |                          |                          |                          |                          |
|  | RiverBlades de l'Arkansas       | RiverBlades de l'Arkansas       | 1                               | 1                               | Stingrays de la Caroline du Sud | Stingrays de la Caroline du Sud | 3                | 3                |                  |                  |  |  |              |              |              |              |  |  |                          |                          |                          |                          |
|  |                                 |                                 |                                 |                                 | Stingrays de la Caroline du Sud | Stingrays de la Caroline du Sud | 3                | 3                |                  |                  |  |  |              |              |              |              |  |  |                          |                          |                          |                          |
|  |                                 |                                 | Mysticks de Mobile              | Mysticks de Mobile              | 2                               | 2                               |                  |                  |                  |                  |  |  |              |              |              |              |  |  |                          |                          |                          |                          |
|  | Bandits de Jackson              | Bandits de Jackson              | Mysticks de Mobile              | Mysticks de Mobile              | 2                               | 2                               | 2                | 2                |                  |                  |  |  |              |              |              |              |  |  |                          |                          |                          |                          |
|  | Bandits de Jackson              | Bandits de Jackson              |                                 |                                 |                                 |                                 |                  | 2                |                  |                  |  |  |              |              |              |              |  |  |                          |                          |                          |                          |
|  | Mysticks de Mobile              | Mysticks de Mobile              | 3                               | 3                               |                                 |                                 |                  |                  |                  |                  |  |  |              |              |              |              |  |  |                          |                          |                          |                          |
|  | Mysticks de Mobile              | Mysticks de Mobile              | 3                               | 3                               | Stingrays de la Caroline du Sud | Stingrays de la Caroline du Sud | 4                | 4                |                  |                  |  |  |              |              |              |              |  |  |                          |                          |                          |                          |
|  |                                 |                                 |                                 |                                 | Stingrays de la Caroline du Sud | Stingrays de la Caroline du Sud | 4                | 4                |                  |                  |  |  |              |              |              |              |  |  |                          |                          |                          |                          |
|  |                                 |                                 | IceGators de la Louisiane       | IceGators de la Louisiane       | 0                               | 0                               |                  |                  |                  |                  |  |  |              |              |              |              |  |  |                          |                          |                          |                          |
|  | Everblades de la Floride        | Everblades de la Floride        | IceGators de la Louisiane       | IceGators de la Louisiane       | 0                               | 0                               | 2                | 2                |                  |                  |  |  |              |              |              |              |  |  |                          |                          |                          |                          |
|  | Everblades de la Floride        | Everblades de la Floride        |                                 |                                 |                                 |                                 |                  | 2                |                  |                  |  |  |              |              |              |              |  |  |                          |                          |                          |                          |
|  | Pride de Pee Dee                | Pride de Pee Dee                | 3                               | 3                               |                                 |                                 |                  |                  |                  |                  |  |  |              |              |              |              |  |  |                          |                          |                          |                          |
|  | Pride de Pee Dee                | Pride de Pee Dee                | 3                               | 3                               | Pride de Pee Dee                | Pride de Pee Dee                | 2                | 2                |                  |                  |  |  |              |              |              |              |  |  |                          |                          |                          |                          |
|  |                                 |                                 |                                 |                                 | Pride de Pee Dee                | Pride de Pee Dee                | 2                | 2                |                  |                  |  |  |              |              |              |              |  |  |                          |                          |                          |                          |
|  |                                 |                                 | IceGators de la Louisiane       | IceGators de la Louisiane       | 3                               | 3                               |                  |                  |                  |                  |  |  |              |              |              |              |  |  |                          |                          |                          |                          |
|  | IceGators de la Louisiane       | IceGators de la Louisiane       | IceGators de la Louisiane       | IceGators de la Louisiane       | 3                               | 3                               | 3                | 3                |                  |                  |  |  |              |              |              |              |  |  |                          |                          |                          |                          |
|  | IceGators de la Louisiane       | IceGators de la Louisiane       |                                 |                                 |                                 |                                 |                  | 3                |                  |                  |  |  |              |              |              |              |  |  |                          |                          |                          |                          |
|  | Brass de la Nouvelle-Orléans    | Brass de la Nouvelle-Orléans    | 2                               | 2                               |                                 |                                 |                  |                  |                  |                  |  |  |              |              |              |              |  |  |                          |                          |                          |                          |
|  | Brass de la Nouvelle-Orléans    | Brass de la Nouvelle-Orléans    | 2                               | 2                               |                                 |                                 |                  |                  |                  |                  |  |  |              |              |              |              |  |  |                          |                          |                          |                          |
|  |                                 |                                 |                                 |                                 |                                 |                                 |                  |                  |                  |                  |  |  |              |              |              |              |  |  |                          |                          |                          |                          |

## Trophées
| Coupe Kelly :                       | Stingrays de la Caroline du Sud             |
| Coupe Henry Brabham :               | Titans de Trenton                           |
| Champion de la conférence Nord :    | Titans de Trenton                           |
| Champion de la conférence Sud :     | Stingrays de la Caroline du Sud             |
| Trophée John Brophy :               | Troy Ward, Titans de Trenton                |
| Meilleur joueur de la Ligue :       | Scott King, Checkers de Charlotte           |
| Meilleur joueur de la Coupe Kelly : | Dave Seitz, Stingrays de la Caroline du Sud |
| Gardien de but de l'année :         | Scott Stirling, Titans de Trenton           |
| Recrue de l'année :                 | Scott Stirling, Titans de Trenton           |
| Défenseur de l'année :              | Tom Nemeth, Bombers de Dayton               |
| Meilleur buteur :                   | Scott King, Checkers de Charlotte           |
| Meilleure différentiel +/- :        | Jay Murphy, IceGators de la Louisiane       |
| Meilleur esprit sportif :           | Jamie Ling, Bombers de Dayton               |